# Peter Ducke
Peter Ducke (Bensen, Sudetenland, 14 oktober 1941) is een Duitse voormalige voetballer. De aanvaller speelde 68 interlands voor het voetbalelftal van de Duitse Democratische Republiek (DDR) en haalde met zijn team de bronzen medaille op de Olympische spelen in 1972. In 1971 werd hij verkozen tot Oost-Duits voetballer van het jaar.

## Biografie

### Beginjaren
Peter werd geboren in Bensen, een Tsjechische stad met een overwegend Duitstalige bevolking, die in de tijd van zijn geboorte deel uitmaakte van het Derde Rijk. Na de Tweede Wereldoorlog moest de familie de stad verlaten en vestigde zich in Schönebeck nabij Maagdenburg. Nadat zowel zijn vader als zijn drie broers voetballers werden besloot ook Peter om te gaan voetballen. Hij sloot zich aan bij BSG Motor Schönebeck, waarvan het eerste elftal toen in de tweede klasse speelde. In 1957 ging zijn broer Roland Ducke naar SC Motor Jena en vroeg daar of hij zijn 16-jarige broer mocht meebrengen. In de oefentraining kon Peter echter niet overtuigen en werd weer huiswaarts gestuurd.

### DDR-Oberliga
Na enkele goede prestaties met het Oost-Duitse jeugdelftal werd hij wel interessant voor Jena en ging in 1959 voor de club spelen. In zijn tweede seizoen bij de club oogstte hij al succes. Op 7 oktober 1960 won hij met zijn team de FDGB-Pokal tegen SC Empor Rostock. Peter scoorde twee keer en was de grondlegger voor de eerste trofee die Jena behaalde. Het luidde een succestijdperk in voor de club dat zo’n twintig jaar zou duren.
Vanaf 1966 speelde de club onder de naam FC Carl Zeiss Jena. De club werd drie keer landskampioen. Hij scoorde 153 doelpunten waardoor hij de twee na beste topschutter is in de geschiedenis van de Oberliga. Van 1960 tot 1964 en nog één keer in 1969 was hij topschutter van Jena en in 1963 werd hij met negentien treffers ook topschutter van de Oberliga. Zijn carrière had nog succesrijker kunnen zijn geweest als hij niet langdurige geblesseerd was geweest in 1966 en 1974. In 1965 kreeg hij de titel sportman van het jaar en in 1971 voetballer van het jaar. In 1977 beëindigde hij zijn actieve loopbaan.

### Nationaal elftal
Als op jonge leeftijd werd hij in de selectie van het district Magdeburg opgenomen. Hierdoor belandde hij ook bij de jeugd van het nationale elftal en speelde in 1960 in een UEFA jeugdtoernooi. Nog datzelfde jaar maakt hij ook zijn opwachting bij het A-elftal van de nationale ploeg. In zijn eerste wedstrijd op 30 oktober 1960 werd het 5-1 in Rostock waarvan hij één goal maakte. Zijn laatste interland speelde hij op 19 november 1975 tegen Tsjechoslowakije (1-1).
Bij de enige deelname van de DDR aan een WK in 1974 kon hij niet opgesteld worden wegens blessure. Twee jaar eerder won hij wel samen met de Olympische selectie een bronzen medaille op de spelen.¨

### Na zijn carrière
Na de beëindiging van zijn carrière bleef hij Jena trouw en werd jeugdtrainer. In 1980 werd hij ontslagen en werd zijn lidmaatschap bij Jena ingetrokken omdat de speler niet toegestane contacten had met West-Duitse burgers. Daarna werd hij trainer in het district Gera en begon hij een studie voor sportleraar aan de universiteit van Jena.

## Erelijst
Carl Zeiss Jena
- DDR-Oberliga

1963, 1968, 1970, 1977, 1978
- Oost-Duitse beker

1960, 1972, 1974
- Topscorer DDR-Oberliga

1963 (19 goals)
- Oost-Duits voetballer van het jaar

1971